# Digitale Kultur

Logo des Digitale Kultur e.V.

Der 2003 gegründete gemeinnützige Digitale Kultur e.V. hat sich als Ziel gesetzt die Demoszene zu fördern. Schwerpunkt sind Aktivitäten in Deutschland unter Berücksichtigung einer internationalen Zielgruppe.
Neben der Veranstaltung der Evoke ist der Verein auf Messen wie der CeBIT oder der YOU vertreten, um über die Demoszene zu informieren. In diesem Rahmen fertigt er Informationsmaterial an, ist auf LAN-Partys präsent um Jugendlichen zu zeigen, dass man mit dem Computer kreativ sein kann, anstatt nur zu konsumieren und unterstützt verschiedene Aktivitäten wie Ausstellungen zur Computerkunst, Fahrten zu Demopartys u. v. m.
Seit 2003 vergibt der Verein einen Nachwuchspreis an eine einzelne Person oder eine Gruppe innerhalb der Demoszene. Dieser Preis richtet sich an neue Gesichter innerhalb der Demoszene, die sich mit einer Produktion im Rahmen der Evoke besonders hervorgetan haben. Der Empfänger dieses Preises wird auf der Evoke von einer unabhängigen Jury aus Mitgliedern der Demoszene bestimmt.
Der Verein hat zur CeBIT 2004 das Informationsportal demoscene.info gestartet, das umfassend über die Demoszene informieren soll.
Seit dem Jahr 2006 führt der Verein in Kooperation mit Intel die Intel Demo Competition durch. Dabei stellen sich fünf Demogruppen einer öffentlichen Abstimmung.
Siehe auch: Scene.org